# Revista Maracaibo
La revista Maracaibo es un medio de comunicación social impreso que reporta los principales sucesos acontecidos en Maracaibo, la segunda ciudad en importancia de Venezuela y capital de su estado Zulia. De periodicidad anual, este medio es producido y editado por Impresora Nacional S.A. (1980) y de Editora de Medios C.A. (1986).

## Reseña
En diciembre de 1951, Héctor Hernández Calles decidió fundar una revista, Maracaibo Social, la cual en 1960 pasó a llamarse Maracaibo, con la consigna «Una revista del Zulia para Venezuela», la cual dirigió desde su fundación hasta su muerte en junio de 1995.
Según texto en su cuenta de Twitter, la revista ostenta el título de la más antigua del país.